# Pëtr Petrovič Končalovskij
Pëtr Petrovič Končalovskij (in russo Пётр Петро́вич Кончало́вский?; Slov"jans'k, 21 febbraio 1876 – Mosca, 2 febbraio 1956) è stato un pittore russo membro del gruppo avanguardista Fante di Quadri (Bubnovyj Valet).

## Biografia
Pëtr Končalovskij nacque nel villaggio di Slov"jans'k, nel governatorato di Char'kov nell'odierna Ucraina il 21 febbraio 1876. Suo padre, Pëtr Petrovič Končalovskij Sr. (1839-1904), fu un organizzatore di mostre, mentre sua madre, Viktorija Timofeevna Lojko (1841-1912), era la figlia di un proprietario terriero di Charkiv. Nel 1889, i Končalovskij si trasferirono a Mosca e la loro casa divenne parte dello scenario artistico moscovita nell'ultimo decennio del '800. La loro casa veniva spesso visitata da Valentin Serov, Michail Vrubel' e Vasilij Surikov. In seguito, Pëtr sposò una delle figlie di Surikov, che aveva sempre apprezzato l'arte del genero.
Durante gli anni del ginnasio, Končalovskij frequentò le classi della Scuola di pittura, scultura e architettura di Mosca. Tra il 1896 e il 1898 viaggiò a Parigi e studiò alla Académie Julian. Nel 1899, fece ritorno in Russia ed entrò all'Accademia imperiale di belle arti a San Pietroburgo, diplomandosi nel 1907. All'accademia, ebbe come maestri Savinskij, Zaleman e Kovalevskij.
A partire dal 1909, si esibì frequentemente in molte mostre, partecipando anche alla Mir iskusstva. È stato membro fondatore del Fante di Quadri nel 1909. All'inizio del 1918 divenne insegnante di arte. Nel 1922, riuscì ad organizzare una mostra personale alla Galleria Tret'jakov.
Durante quel periodo, rappresentò prevalentemente nature morte e paesaggi. I suoi dipinti, come altri del Fante di Quadri, vennero molto influenzati dallo stile di Paul Cézanne. In seguito, iniziò a dipingere ritratti (spesso celebrativi) considerati degli esempi del realismo socialista.
Pëtr Končalovskij è stato un pittore prolifico, realizzando più di 5000 opere.
Molti dei suoi discendenti furono impegnati nel mondo dell'arte: il figlio Michail Petrovič Končalovskij (nato nel 1906) è stato un rispettabile pittore, la figlia Natal'ja Končalovskaja (1903–1988) è stata una famosa scrittrice per bambini e il marito di lei, Sergej Michalkov, è stato un famoso poeta, l'autore della poetica per bambini, delle due versioni dell'inno dell'Unione Sovietica e dell'attutale inno russo. Hanno due figli: Andrej Končalovskij, regista e sceneggiatore cinematografico e pittore (il cui figlio Egor è anch'egli un regista) e il regista Nikita Michalkov, vincitore del Premio Oscar al Miglior Film Straniero nel 1994 per Sole ingannatore.